# Amtorg
 (juin 2019).
Si vous disposez d'ouvrages ou d'articles de référence ou si vous connaissez des sites web de qualité traitant du thème abordé ici, merci de compléter l'article en donnant les références utiles à sa vérifiabilité et en les liant à la section « Notes et références ».

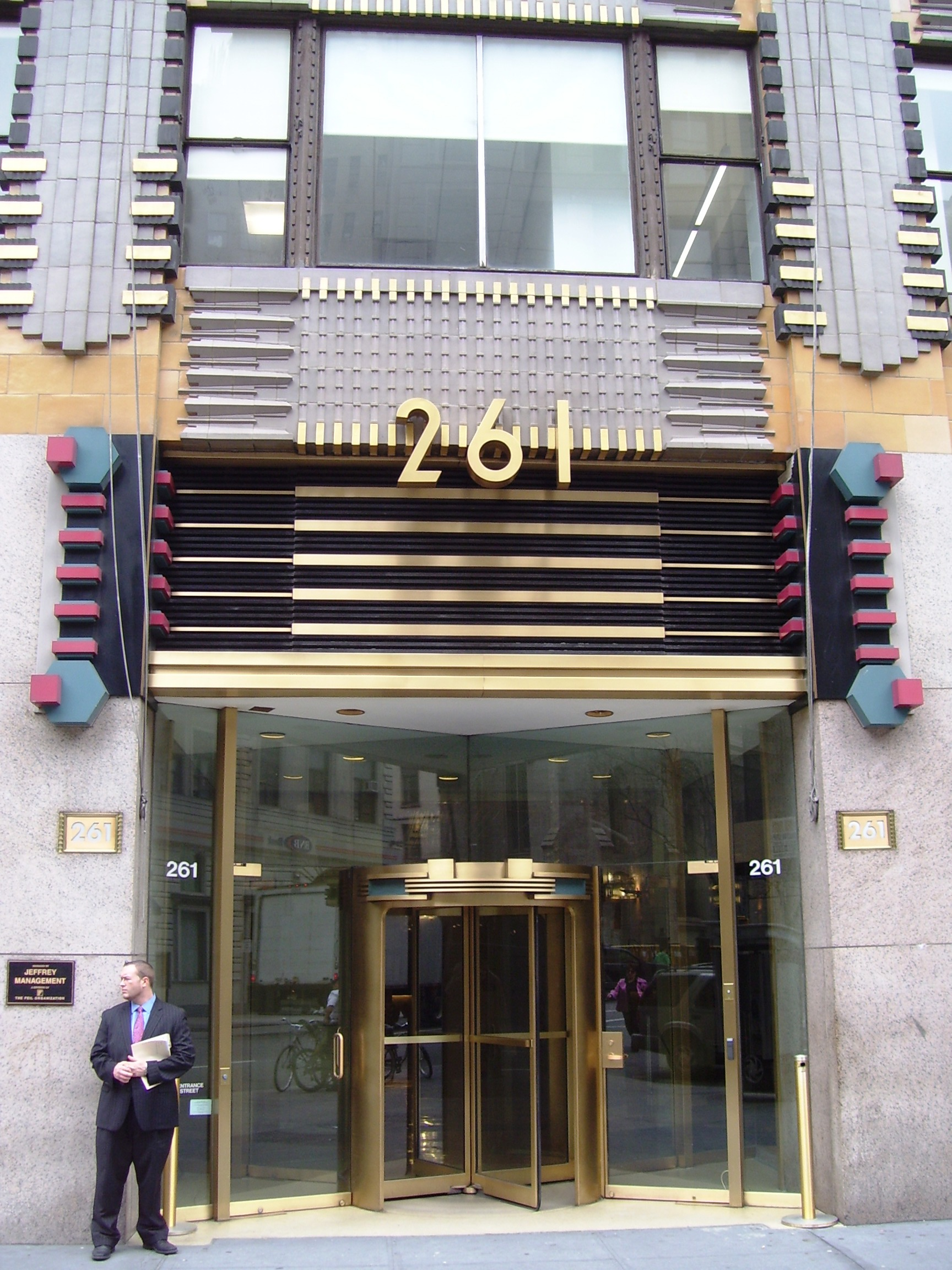
Entrée du bâtiment au 261 Fifth Avenue à New York City, QG de l'Amtorg entre 1929 et 1941.

Amtorg Trading Corporation, également connu sous le nom Amtorg (abréviation de Amerikanskaïa Torgovlia, en russe : Амторг), a été la première représentation commerciale de l'Union soviétique aux États-Unis, établie à New York en 1924.

## Présidents d'Amtorg
- Isaï Khourgine (1924-1925), décédé dans des circonstances suspectes dans un accident de bateau dans le nord de l'État de New York.
- A. V. Prigarine (1925-1926).
- Saul Bron (1927-1930), exécuté lors de la Grande Purge en 1938.
- Piotr Bogdanov (1930-1934), exécuté lors de la Grande Purge en 1938.
- Ivan Vassilievich Boev (1934-1936), exécuté lors de la Grande Purge en 1938.
- Nikolaï Smelyakov (1958-1959).
- Nick Nikorovich Nichkov (1967-1972).
- Mashkin Iouri (1989-1993).